# Yoshiko Kira

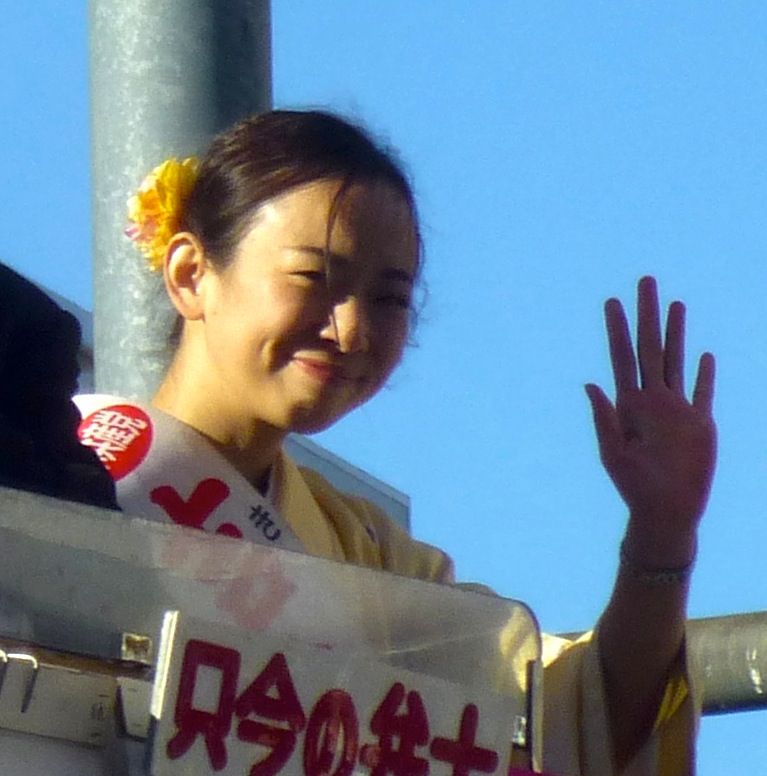
Yoshiko Kira

Yoshiko Kira (jap. 吉良 佳子, Kira Yoshiko; * 14. September 1982 in Kōchi, Präfektur Kōchi) ist eine japanische Politikerin der Kommunistischen Partei Japans (KPJ) und vertritt seit 2013 die Präfektur Tokio im Sangiin, dem Oberhaus des japanischen Parlaments.
Kira arbeitete nach ihrem Studienabschluss an der Waseda-Universität zunächst für ein Druckereiunternehmen in Toshima. Bei der Präfekturparlamentswahl in Tokio 2009 kandidierte sie für die KPJ im Dreimandatswahlkreis Toshima, unterlag aber mit rund 16 % der Stimmen den drei Amtsinhabern von DPJ, LDP und Kōmeitō. Später arbeitete sie als Sekretärin für die KPJ-Sangiinabgeordnete Tomoko Tamura.
Bei der Sangiin-Wahl 2013 kandidierte sie im Fünfmandatswahlkreis Tokio. Sie erhielt 703.901 Stimmen (12,5 %) und damit den dritthöchsten Stimmenanteil. Erstmals seit 2001 gelang es der KPJ damit, einen Sitz in Tokio zu gewinnen. 2019 konnte sie ihren Sitz mit 12,3 % der Stimmen sicher verteidigen.

## Familie
Kiras Vater Tomihiko ist Abgeordneter im Präfekturparlament Kōchi und ehemaliger Abgeordneter im Rat der Stadt Kōchi.